# Juan de Medina de Pomar
Juan de Medina de Pomar (Medina de Pomar, ? - Tamajón, 22 de julio de 1248) fue un eclesiástico castellano. 
Sobrino del obispo de Burgos Mauricio, fue arcediano de Briviesca, canónigo de la catedral de Toledo durante el arzobispado de Rodrigo Jiménez de Rada y su sucesor en la archidiócesis.
Murió en 1248 cuando regresaba de visitar a San Luis de Francia.  Fue enterrado en la capilla de la Santísima Trinidad de la catedral de Toledo.
| Predecesor: Rodrigo Jiménez de Rada | Arzobispo de Toledo 1247 - 1248 | Sucesor: Gutierre Ruiz Dolea |